# Crockett Cup (2020)
Crockett Cup 2020 iba a ser el evento pago por visión de lucha libre profesional producido por National Wrestling Alliance. Habría tenido lugar el 19 de abril de 2020 desde el Gateway Center Arena en College Park, Georgia. Este será el segundo evento de pago por visión de la NWA en el 2020. Sin embargo, el 16 de marzo, la empresa anunció que se cancelarían el evento debido a las precauciones ante la pandemia de COVID-19, por lo que el evento queda pospuesto en una fecha indeterminado en ese mismo lugar. 
Además del torneo, el evento fue reservado para que el Campeón Mundial de Peso Pesado de la NWA, Nick Aldis, defendiera el campeonato contra el representante de Ring of Honor (ROH) Marty Scurll , y este último acordó pagarle a Aldis $ 500,000 si perdía el combate.  A pesar de los problemas de la pandemia, el campeonato nunca se llevó a cabo y Scurll dejó ROH en enero de 2021.
El torneo original de Jim Crockett Sr. Memorial Cup Tag Team se celebró en 1986, 1987 y 1988 por Jim Crockett Promotions y en 2019 por la empresa.

## Antecedentes
Nick Aldis y Marty Scurll se cruzó temprano en sus carreras en su natal Reino Unido, creando un vínculo entre los dos cuando ambos comenzaron a trabajar en los Estados Unidos más tarde. En 2019, Scurll había desafiado a Aldis por el Campeonato Mundial Peso Pesado de la NWA en el evento principal del espectáculo de la Copa Crockett de la NWA, pero perdió. Scurll no apareció en ningún programa de NWA después de su derrota hasta el 14 de diciembre de 2019, donde hizo una aparición sorpresa en el PPV Into the Fire de NWA, apareciendo después de que Aldis defendió con éxito el campeonato contra James Storm en el evento principal. Scurll presentó un desafío a Aldis, al que Aldis no respondió durante el espectáculo. En los posteriores shows de NWA Power, Scurll repitió su desafío hacia Aldis. El desafío llevó a Aldis, Royce Issacs y Thomas Latimer (conocido como "Strictly Business") a hacer apariciones sorpresa en los eventos del sábado por la noche de Ring of Honor en Center Stage y Honor Reigns Supreme, atacando a Scurll y otros miembros de Villain Enterprises. En tiempos difíciles, Aldis luchó y derrotó al compañero de equipo de Scurll Villain Enterprises, Flip Gordon. En entrevistas posteriores, Aldis declaró que no le otorgaría a Scurll otra pelea por el título a menos que Scurll prometiera reembolsar las compras de boletos de todos si perdía la pelea. Scurll luego contrarrestó la estipulación, afirmando que personalmente le pagaría a Aldis $500,000 si perdía la lucha.

### Cancelación
Durante el movimiento Speaking Out  en julio de 2020, Scurll fue acusado de aprovecharse de una niña de 16 años que estaba ebria. Scurll daría a conocer dos declaraciones en las que no negó las acusaciones, pero afirmó que el encuentro fue consensuado.  El 25 de junio, Ring of Honor anunció que habían iniciado una investigación sobre las acusaciones. Scurll fue eliminado de la lista de ROH en octubre y dejó ROH en enero de 2021. 
En  UWN Primetime Live, un PPV semanal organizado por United Wrestling Network, Trevor Mudoch derrotó a Aron Stevens para ganar el Campeonato Nacional de la NWA.

## Luchas canceladas
- Campeonato Mundial Peso Pesado de la NWA: Nick Aldis (c) vs. Marty Scurll.
  - Si Scurll pierde, le pagará a Aldis $500,000 dólares.
- Campeonato Nacional de la NWA: Aron Stevens (con Question Mark) (c) vs. Trevor Murdoch.
- Wild Card Battle Royal para clasificarse a la Crockett Cup 2020: Tim Storm vs. Zicky Dice vs. Luchadores por anunciar.
- Final de la Crockett Cup 2020: Ganador Semifinal 1 vs. Ganador Semifinal 2
- Semifinal 1 de la Crockett Cup 2020: Ganador Primera Ronda (A) vs. Ganador Primera Ronda (B).
- Semifinal 2 de la Crockett Cup 2020: Ganador Primera Ronda (C) vs. Ganador Primera Ronda (D).
- Primera Ronda (A) de la Crockett Cup 2020: Luchadores por anunciar.
- Primera Ronda (B) de la Crockett Cup 2020: Luchadores por anunciar.
- Primera Ronda (C) de la Crockett Cup 2020: Luchadores por anunciar.
- Primera Ronda (D) de la Crockett Cup 2020: Luchadores por anunciar.